# Супрун-Яремко Надія Онисимівна
Надія Онисимівна Супрун-Яремко (нар. 3 вересня 1941 у м. Кропоткін Краснодарського краю Російської Федерації) — докторка мистецтвознавства, професорка кафедри музичного фольклору інституту мистецтв Рівненського державного гуманітарного університету, дійсна членкиня Наукового товариства імені Шевченка в Україні.

## З біографії
У 1966—1971 рр. навчалась у Харківському державному інституті (нині — Національний університет) мистецтв ім. Івана Котляревського.
Докторська дисертація: «Народнопісенна культура українців Кубані (на матеріалі польових досліджень історичної Чорноморії)» (Київ, інститут мистецтвознавства, фольклористики та етнології ім. М. Рильського НАН України) (2007 р.)
Закінчила Кропоткінську середню школу-десятирічку та Кропоткінську дитячу музичну школу по класу фортепіано. 1956—1959 рр.
1958—1959 рр. — робота викладачкою фортепіано Кропоткінської СШ № 2. 1959—1966 рр. — робота викладачкою фортепіано Кропоткінської музичної школи.
Вчилася на фортепіанному відділенні Краснодарського державного музичного училища.(1959—1964 рр.)
У 1966—1971 рр. — навчання на музикознавчому факультеті Харківського державного інституту мистецтв ім. І. Котляревського.
Працювала викладачкою музично-теоретичних дисциплін Севєродонецького державного музичного училища (1971—1974 рр.).
У 1974—2012 рр. — викладачка і старший викладачка, доцентка, професорка Рівненського державного інституту культури (від 1999 р. — інституту мистецтв РДГУ).

## Творчий доробок
- Деятельность и творчество Гната Хоткевича в контексте украинского народного музыкального профессионализма : : автореф. дис. … канд. искусствоведения : 17.00.02 — муз. искусство / Н. А. Супрун ; М-во культуры РСФСР, Лениград. гос. ин-т театра, музыки и кинематографии им. Н. К. Черкасова. — Л. : [б. и.], 1986. — 22 с.
- Деятельность и творчество Гната Хоткевича в контексте украинского народного музыкального профессионализма: дисс. … канд. искуссвоведения : 17.00.02 /Ленинградский гос. институт театра, музыки и кинематографии им. Николая Черкасова. — Ленинград, 1986. — 224 с.
- Гнат Хоткевич — музикант: музично-теоретичне дослідження / Н. О. Супрун. — Рівне: Ліста, 1997. — 280 с.
- Народно-інструментальна музична творчість: навч. посіб. для студ. народ.-інструмент. спец. вузів мистецтв і к-ри / О. І. Трофимчук, Б. І. Яремко, Н. О. Супрун-Яремко та ін. ; М-во к-ри і мистецтв України. РДГУ; заг. ред. О. І. Трофимчук. — Рівне: РДГУ, 1999. — 123 с.
- Українці Кубані та їхні пісні: монографія / Н. О. Супрун-Яремко ; М-во культури і туризму України, Харків. держ. Акад. культури. — К. : Муз. Україна, 2005. — 784 с.
- Народнопісенна культура українців Кубані (на матеріалі польових досліджень історичної Чорноморії): автореф. дис. … д-ра мист. : 17.00.03 — Музичне мистецтво / Н. О. Яремко-Супрун. — Х. : ХДАК, 2006. — 40 с.
- Народнопісенна культура українців Кубані (на матеріалі польових досліджень історичної Чорноморії): дис… д-ра мист. : 17.00.03 / Харківська держ. академія культури. –Харків, 2006. — 470 с.
- Богдан Яремко: бібліограф. покажчик наук. праць і творчого доробку / М-во освіти і науки України. РДГУ. Ін-т мистецтв, каф. муз. фольклору; ред.-упоряд. : Н. О. Супрун-Яремко. — Рівне, 2006. — 55 с.
- Колядки і щедрівки Кубані [Ноти]: (фонографічний зб.) / Н. О. Супрун-Яремко. — Рівне: [Волинські обереги], 2007. — 183 с. — (Антологія українських народних пісень Кубані ; Вип.1).
- Музикознавчі праці: [зб. наук. ст.] / Н. О. Супрун-Яремко ; Наук. т-во ім. Шевченка. — Рівне: Вид. О. Зень, 2010. — 573 с. — (Українознавча наук. б-ка НТШ ; чис. 27).